# Night of the Raving Dead
Night of the Raving Dead est le troisième des cinq épisodes de la compilation de jeux vidéo Sam and Max : Saison 2 développée par Telltale Games, vendu d'abord par téléchargement à partir du 12 février 2008 sur le portail américain GameTap puis dès le lendemain, le 13 février 2008, sur le site du développeur Telltale Games.

## Synopsis
Sam et Max se retrouvent confrontés à une attaque de zombies. Ils vont devoir combattre leur leader Jorgen, un vampire allemand au style bien particulier, et se débarrasser de la menace zombie avant que cette dernière touche tout le monde occidental. Pour cela, ils vont devoir affronter Jorgen directement dans son château de Stuttgart en Allemagne.

## Personnages secondaires rencontrés
- Bosco n'apparait pas du tout dans l'épisode, et pour la première fois dans les jeux épisodiques de Sam&Max. Son magasin est fermé. Il semble avoir disparu.

- Sybil Pandemik tente de se remettre de sa rupture avec Abe en cherchant son âme sœur en faisant passer des tests à ses prétendants.

- La tête de la statue géante d'Abraham Lincoln ne digère pas sa rupture d'avec Sybil. Il traine comme une âme en peine chez Stinky.

- Stinky ne supporte plus la présence de la Tête d'Abraham Lincoln dans son magasin. Elle semble également du mal à expliquer ce que devient son grand-père censé être en croisière mais qui serait maintenant en train de faire de l'alpinisme.

- Flint Paper a perdu la trace de Bosco. Il va se battre avec les zombies jusqu'en Allemagne pour retrouver Sam&Max.

- Les F.L.I.C.S. tiennent toujours le garage près de Stinky's et ont lancé un accès internet pour les zombies : SOL (Stuttgart-On-Line).

- Jimmy "Deux-dents", tient désormais le casino "The Lucky Vermin" là où se trouvant avant le "Rat Snore Club"... On ne le voit cependant pas dans l'épisode.

- Les zombies" trainent dans les rues et certains attendent de pouvoir entrer dans le club privé de musique techno de Jurgen, dans son château à Stuttgart. On découvrira ainsi parmi eux celui d'Abraham Lincoln…

- L'agent Siphon fait son grand retour, toujours dans son rôle de gardien insupportable de porte… Il est le vigile du club de Jorgen. C'est également un des prétendants de Sybil.

- Harry Moleman, l'ex-parrain de la mafia des jouets et ancien Ranger sur la Lune lors de l'épisode six de la saison 1 est un des prétendants de Sybil.

- La productrice de WARP TV réengage Sam et Max à participer à Nature, chasse et métrosexuels qui est un gros succès en Allemagne pour faire un épisode spécial très commercial et abusant du placement de produit.

- Monsieur Featherly reprend son rôle comme propriétaire de Sam et Max dans la sitcom Nature, chasse et métrosexuels. L'acteur a d'ailleurs changé son nom pour prendre celui de son personnage à cause de sa célébrité en Allemagne.

- Bessy la vache dans la sitcom Nature, chasse et métrosexuels est également dans cet épisode spécial.

- Jurgen est un vampire allemand, qui suit les modes à une vitesse folle pour rester cool et ainsi impressionné les zombies. Il peut ainsi en faire son armée. Il tient un club de musique techno dans son château à Stuttgart. Sam&Max vont devoir trouver un moyen pour le rendre moins cool...

- La création de Jurgen est un monstre fabriqué par Jurgen qui aspire à trouver une âme sœur, se sentant seul.

## Parodies
- Le titre du jeu est basé sur celui du film La Nuit des morts-vivants (Night of the Living Dead)

- Le jeu démarre en utilisant la technique du In medias res, également utilisée dans Monkey Island 2,

- Le jeu fait référence à Resident Evil, un jeu vidéo utilisant également les zombies comme intrigue principal,

- La création de Jurgen est évidemment une référence au Monstre de Frankenstein,

- Le mini-jeu où Sam&Max lancent des CD sur les zombies dans la rue rappelle le jeu Paperboy,

- SOL (Stuttgart-On-Line) semble faire référence à AOL (America-On-Line).

- Dans le restaurant de Stinky on peut voir la photo de George Romero, réalisateur de La Nuit des morts-vivants.

- Harry la Taupe, l'agent Siphon et Mr. Ferserly participent à un concours pour devenir le nouveau petit-ami de Sybil. Le point commun entre ces trois personnages, c'est qu'ils font partie tous les trois des anciens prismatologues dans l'épisode 6 de la saison un (La Face éclairée de la Lune).

## Accueil
- Adventure Gamers : 4/5[1]